# Blainville-Crevon
 Blainville-Crevon  es una población y comuna francesa, en la región de Alta Normandía, departamento de Sena Marítimo, en el distrito de Rouen y cantón de Buchy.

## Demografía
| 532 | 508 | 575 | 797 | 1096 | 1113 |
| Para los censos de 1962 a 1999 la población legal corresponde a la población sin duplicidades (Fuente: INSEE [Consultar]) |     |     |     |      |      |

## Personas vinculadas
- Marcel Duchamp, pintor.